# Amazophrynella vote
Espèce
Amazophrynella vote est une espèce d'amphibiens de la famille des Bufonidae.

## Répartition
Cette espèce est endémique du Brésil. Elle se rencontre au Mato Grosso, au Rondônia et en Amazonas.

## Description
Les mâles mesurent de 15,2 à 19,3 mm et les femelles de 20,2 à 25,7 mm.

## Publication originale
- Ávila, Carvalho, Gordo, Kawashita-Ribiero & Morais, 2012 : A new species of Amazophrynella (Anura: Bufonidae) from southern Amazonia. Zootaxa, no 3484, p. 65-74.